# Dependovirus
Dependovirus (sinónimo: grupo de virus adenoasociados) es un género de virus satélite de la familia Parvoviridae que pertenecen al Grupo II según la clasificación de Baltimore. Los Dependovirus son parte de la subfamilia Parvovirinae.  Dependovirus se llaman adenoasociados porque no se pueden replicar ni formar cápsides víricas en su hospedador sin que la célula haya sido previamente coinfectada por un virus coadyuvante como los adenovirus, los herpesvirus, o vaccinia virus.

## Virología

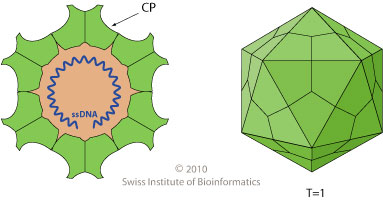
Dibujo esquemático de un virión de Dependoparvovirus (sección transversal y vista lateral)

Estos virus satélite de cadena sencilla (ss) de ADN tienen un tamaño de genoma de 4,7 kb o 4.700 nucleótidos. el genoma consiste en largas cadenas de ADN. Debido a la existencia de repeticiones terminales largas invertidas y complementarias (LTRs) en los extremos del genoma, se forma una estructura secundaria en forma de T. Las áreas complementarias dejan un extremo hidroxilo 3’ de cadena sencilla para que comience la replicación. Este grupo 3’ se usa como primer la síntesis de la cadena directa. Se sintetizan  las cadenas de ambos sentidos para formar intermediarios de doble cadena durante la replicación. Esto significa que las cadenas de sentido complementario son acopladas.
El genoma de estos virus posee solo dos genes. Uno codifica la proteína estructural de la cápside, cap. El transcrito de cap se puede dividir para formar dos ARNs, uno para la proteína del virión 1 (VP1) y otra eventualmente formará las proteínas VP2 y VP3. Estas proteínas del virión formarán la cápside, o revestimiento protector de la proteína. El segundo gen, rep, puede fraccionarse en cuatro proteínas reguladoras no estructurales que contribuyen a la replicación del genoma. Estas proteínas se denominan Rep 78, Rep68, Rep 52, y Rep 40 basándose en su peso molecular.
La cápside está formada por más de 60 proteínas, denominadas capsómeros. Estos capsómeros son VP1, VP2, y VP3. Cada cápside está formada por 5 VP1, 5 VP2, y 50 VP3 . La cápside tiene un tamaño de 22 nm. Como muchos virus los Dependovirus tienen una cápside altamente geométrica, formando un icosaedro. No posee envoltura vírica.

## Rango de hospedadores
Estos virus satélite son capaces de replicarse en todos los vertebrados, estando sólo limitados por los virus que deben infectarlos, los virus coadyuvantes. Estos son necesarios para su replicación. En humanos es común que sea un adenovirus. No hay enfermedades humanas provocadas por los Dependovirus.